# خوسيه مانويل غوميت
خوسيه مانويل غوميت (بالإسبانية: José Manuel Gómet)‏ (مواليد 9 فبراير 1956) هو ملاكم إسباني، مثّل بلاده في الألعاب الأولمبية الصيفية 1976.

## روابط خارجية
خوسيه مانويل غوميت على موقع أوليمبيديا (الإنجليزية)